# أدريان ريبا
أدريان ريبا (بالإسبانية: Adrián Ripa Cruz) هو لاعب كرة قدم إسباني في مركز الدفاع، ولد في 12 يوليو 1985 في إبيلا في إسبانيا. لعب مع نادي أوريويلا ونادي إلتشي ونادي هويسكا ونومانسيا.

## وصلات خارجية
- أدريان ريبا على موقع قاعدة بيانات كرة القدم.إي يو (الإنجليزية)
- أدريان ريبا على موقع Soccerway.com (الإنجليزية)
- أدريان ريبا على موقع AS.com (الإسبانية)